# AAA (nhóm nhạc)
AAA (Triple A), còn được biết đến là Attack All Around, là một nhóm nhạc pop Nhật Bản gồm 7 thành viên trực thuộc công ty quản lý Avex Trax ra mắt lần đầu vào tháng 9 năm 2005. Tên nhóm mang ý nghĩa thách thức tất cả và được định hướng hoạt động như một "super performance unit" (スーパーパフォーマンスグループ) (tạm dịch: Nhóm nhạc trình diễn đỉnh cao). Nhóm được thành lập thông qua các cuộc thi âm nhạc của Avex và ban đầu gồm năm thành viên nam và ba thành viên nữ. Một số đã đóng phim và có kinh nghiệm là back dancer cho các ngôi sao Nhật Bản như Ayumi Hamasaki và Ami Suzuki.
AAA debut với 8 thành viên vào năm 2005. Ý tưởng ban đầu là một nhóm hát và nhảy chỉ với giọng hát của 1 nữ và 2 nam cùng 1 rapper phụ họa, nhưng sau đó AAA đã phát triển thành một nhóm đồng đều ổn định khi tất cả bảy thành viên đều không bị lạc lõng trên sân khấu hoặc khi phân chia đoạn hát. 11 năm, 10 album trọn độ dài, 6 EP (đĩa than), hơn 70 MV, 53 single, 18 live DVD, và vô số những buổi lưu diễn, sự kiện, chương trình tham gia.

Logo chính AAA (2005 - 2011)

AAA Logo thứ 2 (2011-nay)

## Thành viên
| Thành viên         | Thông tin            | Thông tin | Thông tin | Thông tin | Màu sắc các thành viên                 | Ghi chú                                                                 |
| Thành viên         | Ngày sinh            | Nơi sinh  | Chiều cao | Nhóm máu  | Màu sắc các thành viên                 | Ghi chú                                                                 |
| ------------------ | -------------------- | --------- | --------- | --------- | -------------------------------------- | ----------------------------------------------------------------------- |
| Nishijima Takahiro | 30 Tháng 9 năm 1986  | Hokkaido  | 170 cm    | O         | - Cam                                  | Bắt đầu sự nghiệp solo với nghệ danh Nissy, bắt đầu hoạt động vào 2013. |
| Uno Misako         | 16 tháng 7 năm 1986  | Tokyo     | 160 cm    | O         | - Tím                                  | Năm 2016 cùng với thành viên Ito đã thành lập MisaChia.                 |
| Hidaka Mitsuhiro   | 12 tháng 12 năm 1986 | Chiba     | 173 cm    | O         | - Vàng                                 | Cũng là một nghệ sĩ solo ra mắt năm 2013 với nghệ danh Sky-Hi.          |
| Atae Shinjiro      | 26 tháng 11 năm 1988 | Kyoto     | 171 cm    | O         | - Xanh dương                           |                                                                         |
| Sueyoshi Shuta     | 11 tháng 12 năm 1986 | Nagasaki  | 167 cm    | A         | - 2005-2007: - Đen - 2007- nay: - Hồng |                                                                         |
| cựu thành viên     |                      |           |           |           |                                        |                                                                         |
| Gotō Yukari        | 14 tháng 1 năm 1988  | Tokyo     | 160 cm    | B         | - 2005-2007: - Hồng                    | Hiện nay là một diễn viên lòng tiếng                                    |
| Ito Chiaki         | 10 tháng 1 năm 1987  | Aichi     | 153 cm    | B         | - 2005-2017: - Đỏ                      | Đã cùng Uno Misako thành lập MisaChia hoạt động trong nhóm.             |
| Urata Naoya        | 10 Tháng 11 năm 1982 | Tokyo     | 178 cm    | B         | - 2005-2019: - Xanh lá                 | Trưởng nhóm, cũng là một nghệ sĩ solo ra mắt năm 2009.                  |

## Lịch sử hoạt động

### 2005-2006: Những ngày đầu tiên và ra mắt
AAA ban đầu được định hướng là một nhóm nhạc sáu thành viên, bao gồm năm thành viên nam là Nishijima Takahiro, Urata Naoya, Sueyoshi Shuta, Atae Shinjiro, Hidaka Mitsuhiro, và Uno Misako là thành viên nữ duy nhất trong nhóm. Sau đó Avex quyết định thêm vào hai thành viên nữ là Goto Yukari và Ito Chiaki. Tất cả tám người đều được tuyển chọn qua các cuộc thi âm nhạc và trải qua việc luyện tập tại Avex Artist Academy. Vì ban đầu hai bài hát "Blood on Fire" và "Friday Party" chỉ được thu âm dành cho sáu thành viên nên hai cô gái chỉ góp giọng trong phần điệp khúc.
Vào tháng 4 năm 2005, Avex chính thức thông báo sự ra mắt của nhóm với bảy thành viên (không có Ito) và thành viên lớn tuổi nhất Urata là nhóm trưởng. AAA bắt đầu các hoạt động chính thức của nhóm vào tháng 5. Vào ngày 15 tháng 6, Ito được thêm vào nhóm. Vào ngày 14 tháng 9 cùng năm, AAA ra mắt với "Blood on Fire" và được đón nhận khá tốt vì ca khúc này được làm bài hát chủ đề cho live action Initial-D movie.
Trong năm đầu tiên ra mắt, nhóm đã nhận được giải thưởng "Best Newcomer Award" (Nghệ sĩ mới xuất sắc nhất) tại lễ trao giải Japan Record Awards lần thứ 47. Từ tháng 9 đến tháng 12, nhóm đã cho ra mỗi đĩa đơn hằng tháng kèm theo photobook (sách ảnh) và album đầu tiên "Attack" vào tháng 1 năm 2006. Vì lịch trình làm việc như vậy cùng với các hoạt động quảng bá, AAA không có thời gian để trình diễn trên sân khấu các bài hát của mình. Tuy nhiên, do mỗi đĩa đơn của nhóm mang những phong cách âm nhạc khác nhau nên vị trí của chúng trên các bảng xếp hạng khá tốt.
Vào tháng 6 năm 2006, fanclub chính thức của nhóm "AAA Party" được thành lập. Uno, thành viên nữ hát chính của nhóm, đã đóng chung với Sarah Michelle Gellar trong bộ phim The Grudge 2 của Hollywood ra rạp vào tháng 10 năm 2006. Sau khi phát hành mini album "All/2" vào ngày 13 tháng 9 năm 2006, AAA tiếp tục tung ra album phòng thu thứ hai "All" vào ngày 1 tháng 1 năm 2007. Ngoại trừ ba ca khúc mới, các bài hát trong "All" đều đã được ra đĩa đơn cùng với PV (Promotional Video) trong năm 2006. Doanh số bán album mang lại thành công lớn dù kém hơn album trước "Attack".

### 2007-2009: Chiến lược quảng bá và diễn xuất
AAA đã mở màn Kamen Rider Den-O năm 2007 với bài hát trong đĩa đơn "Climax Jump", dưới dạng đĩa đơn với tên tạm thời là "AAA Den-O Form". Doanh thu của đĩa đơn này khá tốt và được chứng nhận Vàng bởi Hiệp hội Công nghiệp Thu Âm Nhật Bản (Recording Industry Association of Japan viết tắt là RIAJ) cho hơn 100,000 ngàn bản bán được và 100,000 lượt nhạc chuông tải về toàn bài, trở thành đĩa đơn thành công nhất của nhóm cho tới thời điểm hiện tại.
Các thành viên trong nhóm bắt đầu lấn sân sang sự nghiệp diễn xuất, giúp họ thu hút thêm được sự chú ý của công chúng. Đĩa đơn thứ 14 "Kuchibiru Kara Romantica/That's Right" được dành cho bộ phim truyền hình dài tập Delicious Gakuin, với sự góp mặt của hai thành viên Nishijima và Atae.
Vào ngày 11 tháng 6 năm 2007, công ty cho biết thành viên Goto sẽ rời khỏi nhóm vĩnh viễn vì lý do sức khoẻ và cần thời gian tập trung hồi phục. (Hiện tại cô đang là diễn viên lồng tiếng.) Vì sự ra đi này AAA trở thành nhóm bảy người. Không lâu sau đó, nhóm đã lần đầu tiên trình diễn ở nước ngoài tại Otakon năm 2007 ở Baltimore, Maryland. Urata và Ito được xuất hiện lần đầu tiên trên màn ảnh rộng trong bộ phim Heat Island công chiếu vào ngày 20 tháng 10 năm 2007.
Đĩa đơn đầu tiên có vị trí số 1 tại Bảng xếp hạng Oricon hàng tuần của AAA là "Mirage", và nhóm cũng cho phát hành compilation album (album tổng hợp) đầu tiên mang tên "Attack All Around". Nhóm không cho ra một album phòng thu nào trong năm đó nhưng bù lại năm chàng trai đã thu âm một mini-album đặc biệt, "Choice is Yours", và phát hành dưới danh nghĩa của AAA vào ngày 18 tháng 6. Vào tháng 10, phim truyện dài tập Mirai Seiki Shakespeare được trình chiếu. Bộ phim là sự tái hiện bằng phong cách hiện đại những vở diễn của Shakespeare. Tất cả thành viên AAA đều đóng vai chính trong bộ phim này. Cùng năm đó Nishijima cũng đã thể hiện niềm đam mê diễn xuất của anh thông qua nhiều vai diễn trên sân khấu.
Nishijima đã nhận được vai chính đầu tiên của mình trong phim Love Exposure được công chiếu vào tháng 1 năm 2009. Vai diễn của anh trong phim nhận được những lời phê bình tích cực, đem lại cho anh giải thưởng Sponichi dành cho gương mặt mới của năm (2009) và được xướng tên ở hạng mục Nam diễn viên mới xuất sắc nhất tại lễ trao giải Kinema Junpo lần thứ 83.
AAA ra mắt album thứ tư "DepArture" vào ngày 11 tháng 2 năm 2009 và nó đã leo lên vị trí thứ tư trên bảng xếp hạng Oricon, cũng là lần đầu tiên album phòng thu của nhóm được lọt vào top 5.
Sau một loạt những hit với thành công vừa phải trong khoảng thời gian từ năm 2007 đến năm 2008, AAA bước vào thời kỳ vàng son chói lọi của mình vào năm 2009 với album "Heartful" và tất cả các đĩa đơn được phát hành trước đó đều lọt vào top 3. Lần đầu tiên, nhóm được làm khách mời của chương trình âm nhạc nổi tiếng Music Station để trình diễn ca khúc "Hide Away". Bài hát "Hide Away" cũng đánh dấu việc thành viên Ito được góp giọng nhiều hơn, cùng với Nishijima, Uno và Urata là hát chính của nhóm.

### 2010- 2014: Thành công rực rỡ
2010
Năm 2010, đĩa đơn thứ 24 double A-side của AAA "Aitai Riyū/Dream After Dream ~Yume Kara Sameta Yume~" đứng đầu bảng xếp hạng hàng tuần của Oricon trong tháng 5 năm 2010, trở thành đĩa đơn thứ hai đứng hạng nhất trên bảng xếp hạng. Việc đĩa đơn được truyền thông đánh dấu là sự trở lại của nhạc sĩ Tetsuya Komuro đã góp phần không nhỏ trong khâu quảng bá sản phẩm.
Nhờ vào sự nổi tiếng của "Aitai Riyū", AAA đã được mời xuất hiện trên Kōhaku Uta Gassen lần đầu tiên vào năm đó, góp phần tăng thêm tên tuổi cho cả nhóm. Vào tháng 12, thành viên Urata cho ra mắt đĩa đơn của mình Dream On cùng với sự tham gia của người bạn đồng nghiệp đồng thời cũng là bạn thân của anh, Ayumi Hamasaki. Đĩa đơn đã xếp hạng nhất trên bảng xếp hạng Oricon, đưa tên tuổi của anh cũng như cả nhóm đi lên.

### 2011
Ngoại trừ "Call/I4U", Komuro tiếp tục làm việc với AAA đến đĩa đơn thứ 31 "Sailing". Tất cả các bài hát trong album thứ 6 "Buzz Communication" đều được sáng tác bởi Komuro. Năm 2011, nhóm cho ra compilation album thứ hai mang tên "#AAABEST" và trở thành album bán chạy nhất của họ vào thời điểm đó, cũng như album đầu tiên đứng nhất bảng xếp hạng hằng tuần của Oricon. Kể từ "Call/I4U" trở đi, nhóm cũng đã thay đổi thay vì chỉ có một số thành viên hát chính thì từ nay phần hát được chia đều hơn giữa các thành viên.
2012
Đĩa đơn thứ 32 "Still Love You" đánh dấu sự ra đi của Komuro khi nhóm bắt đầu làm việc với những nhạc sĩ khác. Vào ngày 22 tháng 8 năm 2012, AAA cho ra album "777 -Triple Seven-", mang ý nghĩa tượng trưng cho 7 thành viên, album thứ 7 và sinh nhật lần thứ 7 của nhóm kể từ khi ra mắt. Vào tháng 10, chương trình truyền hình thực tế của AAA mang tên AAA no Kizuna Gasshuku bắt đầu được chiếu trên kênh TV Asahi và YouTube. Vào cuối năm, AAA được mời đến trình diễn ở Kōhaku Uta Gassen cho năm thứ ba của mình tại đây.
2013
Trong năm 2013, nhóm nhạc khởi động một chuyến lưu diễn toàn quốc mới mang tên "AAA Tour 2013 Eighth Wonder" vào ngày 20 tháng 4. Đây là chuyến lưu diễn có quy mô lớn nhất của nhóm tính tới thời điểm đó, trình diễn tại 41 điểm đến với lượng người hâm mộ ước tính khoảng 150,000 người. Vào tháng 5, chương trình AAA no Kizuna Gasshuku được thông báo sẽ kết thúc với hơn 10 triệu lượt xem trên YouTube và phần hai sẽ được khởi chiếu sau đó. Tiếp đến vào tháng 7, nhà đài cho biết sẽ tiếp tục sản xuất phần ba và lần này AAA sẽ ghi hình lần đầu tiên tại nước ngoài ở Singapore.
Vào ngày 18 tháng 9, nhóm phát hành album thứ 8 "Eighth Wonder". Album đã trở thành album phòng thu đầu tiên của AAA đứng hạng nhất trên bảng xếp hạng Oricon. Video âm nhạc của nhóm "Koi Oto to Amazora" đứng đầu về lượt xem tháng 9 trên YouTube ở thể loại nhạc Nhật. AAA đã khép lại một năm thành công bằng màn trình diễn ca khúc này tại Kōhaku Uta Gassen.
2014
Ngày 14 tháng năm 2014, AAA đã được chọn làm đại sứ quảng bá cho sinh nhật lần thứ 15 của anime One Piece và ra mắt ca khúc mới mang tên "Wake up!" làm bài hát mở đầu. Ngày 17 tháng 5, nhóm đã khởi động Arena Tour đầu tiên của mình, "AAA ARENA TOUR 2014 -Gold Symphony-", chuyến lưu diễn lớn nhất với lượng khán giả ước tính vào khoảng 200,000 người. AAA đã phát hành album thứ chín, "Gold Symphony" vào ngày 1 tháng 10, trở thành album phòng thu thứ hai đứng nhất bảng xếp hạng Oricon. Vào ngày cuối cùng của tour diễn 18 tháng 10, AAA thông báo rằng họ đang chuẩn bị cho chuyến lưu diễn châu Á đầu tiên vào năm 2015.

### 2015
1 tháng 1, "AAA NEW YEAR PARTY 2015" được thực hiện tại Tokyo Metropolitan Gymnasium và AAA thông báo sẽ phát hành 7 single liên tục trong 7 tháng để kỉ niệm lần thứ 10.20 tháng 2, single " Lil 'Infinity " được phát hành và được chọn là nhạc mở đầu phim "The Fault in Our Stars" phiên bản Nhật. 4 tháng 4, AAA bắt đầu chuyến lưu diễn đầu tiên ở Châu Á mang tên  "AAA ASIA TOUR 2015 -ATTACK ALL AROUND-" và bắt đầu ở  Singapore.11 tháng 4, chuyến lưu diễn Châu Á kết thúc tại Đài Loan.1 tháng 5, AAA mở tuor lưu diễn tại 16 địa điểm trong nước "AAA ARENA TOUR 2015 10th Anniversary -Attack All Around-" bắt đầu tại Nippon Budokan. "AAA 10th ANNIVERSARY BEST" là album tổng hợp kỷ niệm 10 năm của nhóm phát hành vào ngày 16/9/2015.
2016
1 tháng 1, "AAA NEW YEAR PARTY 2016" được thực hiện tại Tokyo Metropolitan Gymnasium.11 tháng 5, AAA mở tuor hòa nhạc tại 22 địa điểm trong nước "AAA ARENA TOUR 2016 - LEAP OVER-" bắt đầu tại Marine Messe Fukuoka.AAA đã phát hành single thứ 51 của họ "NEW" vào ngày 08 tháng 6 năm 2016.5 tháng 10, AAA ra mắt single thứ 52 " 「涙のない世界」".Ra mắt cùng lúc với single "「涙のない世界」" là "Jewel" như là một "MV debut" cho MisaChia, và sẽ có 1 tour riêng dành cho MisaChia 28 tháng 10 nhóm đã biểu diễn tại  Music Station do TV Asahi tổ chức sau 6 năm vắng mặt. AAA sẽ tổ chức conert mái vòm đầu tiên của mình mang tên "AAA Special Live 2016 in Dome -FANTASTIC OVER-" vào ngày 12 và 13 tháng 11 tại Kyocera Dome Osaka.

## Đơn vị hoạt động khác

### MisaChia
MisaChia gồm 2 thành viên nữ của AAA là Uno Misako và Ito Chiaki.

#### Thành viên
- Uno Misako
- Ito Chiaki

#### Live
- MisaChia 1st Tour ~ Jewel In The Night ~ (3 ngày 03 Tháng 5 năm 2017 - 24 tháng 3, Fukuoka, Aichi, Osaka, Tokyo)

## Biểu tượng chính thức

### Màu sắc của các thành viên
Các thành viên của AAA đều có màu sắc tượng trưng cho mình. Màu cam cho Nishijima, tím cho Uno, xanh lá cho Urata, vàng cho Hidaka, xanh dương cho Atae, hồng cho Sueyoshi và đỏ cho Ito. Trước khi Goto ra đi, màu của cô ấy là màu hồng và của Sueyoshi là màu đen.

### Linh vật
Linh vật chính thức của AAA được mang tên "A~panda" với hình ảnh một chú gấu trúc cùng dòng chữ "AAA" trên bụng. Chú được tô theo màu của các thành viên. Linh vật này thường được sử dụng làm vật phẩm cho các chuyến lưu diễn, như đồ chơi, tượng sáp, dây đeo và nhiều vật dụng giải trí khác. A~panda phiên bản đời thực thường được thấy ở những địa điểm tổ chức buổi diễn. Vào tháng 3 năm 2013, một cửa hàng đặc biệt chuyên bán vật phẩm giới hạn của AAA mở cửa tại Ura-Harajuku, và thiết kế của cửa hàng giống như một căn phòng dành riêng cho A~panda.

### Logo

Logo hiện tại

Logo của AAA thường được dùng cho các vật phẩm khi đi lưu diễn cũng như khi phát hành CD và DVD. Mẫu logo đầu tiên được sử dụng từ tháng 4 năm 2005 đến ngày 20 tháng 10 năm 2011, "#AAABEST" là sản phẩm cuối cùng sử dụng mẫu thiết kế này. Phiên bản thứ hai của logo được ra mắt vào ngày 21 tháng 10 năm 2011 và đang được sử dụng cho tới nay. Sản phẩm đầu tiên sử dụng thiết kế này là "Charge & Go!/Lights".

## Danh sách đĩa nhạc

### Album phòng thu
| #  | Tên album                 | Ngày phát hành | Vị trí cao nhất trên BXH tuần của Oricon | Số tuần lọt BXH | Doanh số |
| 1  | Attack                    | 2006-01-01     | #16                                      | 11              | 56,693   |
| 2  | All                       | 2007-01-01     | #24                                      | 7               | 32,825   |
| 3  | Around                    | 2007-09-19     | #8                                       | 5               | 28,242   |
| 4  | depArture                 | 2009-02-11     | #4                                       | 4               | 23,656   |
| 5  | Heartful                  | 2010-02-17     | #3                                       | 5               | 50,543   |
| 6  | Buzz Communication        | 2011-02-16     | #2                                       | 16              | 72,744   |
| 7  | 777: Triple Seven         | 2012-08-22     | #2                                       | 8               | 70,131   |
| 8  | Eighth Wonder             | 2013-09-18     | #1                                       | 17              | 65,535   |
| 9  | Gold Symphony             | 2014-10-01     | #1                                       | 24              | 78,029   |
| 10 | AAA 10th Anniversary Best | 2015-09-16     | #1                                       |                 |          |

### Mini Album
| # | Tên album              | Ngày phát hành | Vị trí cao nhất trên BXH tuần của Oricon | Số tuần lọt BXH | Doanh số |
| 1 | Attack (half-album)    | 2006-01-01     | #16                                      |                 |          |
| 2 | All/2 (ニブンノオール) | 2006-09-13     | #12                                      | 6               | 26,217   |
| 3 | AlohAAA                | 2007-03-21     | #39                                      | 2               | 5,886    |
| 4 | Choice Is Yours        | 2008-06-18     | #10                                      | 2               | 16,471   |

### Remix Album
| # | Tên album                       | Ngày phát hành | Vị trí cao nhất trên BXH tuần của Oricon | Số tuần lọt BXH | Doanh số |
| 1 | Remix Attack                    | 2006-01-01     | #92                                      | 2               | 3,651    |
| 2 | AAA Remix: Non-Stop All Singles | 2009-03-04     | #58                                      | 2               |          |
| 3 | Driving Mix                     | 2013-12-25     | #7                                       | 5               | 17,143   |

### Cover Album
| # | Tên album                       | Ngày phát hành | Vị trí cao nhất trên BXH tuần của Oricon | Số tuần lọt BXH | Doanh số |
| 1 | CCC: Challenge Cover Collection | 2007-02-07     | #13                                      | 3               | 16,578   |

### Compilation Album
| # | Tên album                | Ngày phát hành | Vị trí cao nhất trên BXH tuần của Oricon | Số tuần lọt BXH | Doanh số |
| 1 | Attack All Around        | 2008-03-05     | #5                                       | 9               | 41,929   |
| 2 | #AAABEST                 | 2011-09-14     | #1                                       | 17              | 101,295  |
| 3 | Another Side of #AAABEST | 2012-03-21     | #4                                       | 9               | 35,920   |
| 4 | Ballad Collection        | 2013-03-13     | #4                                       | 4               | 25,593   |

### Đĩa đơn
| #  | Tên | Năm phát hành | Vị trí cao nhất trên BXH tuần của Oricon | Số tuần lọt BXH | Doanh số | Vị trí trên BXH năm của Oricon | Album                                 |
| 1  | Blood on Fire                                                                                            | 2005          | #9                                       | 19              | 58,052   | #191                           | Attack                                |
| 2  | Friday Party                                                                                             | 2005          | #17                                      | 10              | 17,331   | #505                           | Attack                                |
| 3  | Kirei na Sora \| きれいな空                                                                              | 2005          | #17                                      | 9               | 12,728   | #878                           | Attack                                |
| 4  | Dragon Fire                                                                                              | 2005          | #20                                      | 8               | 20,689   | #401                           | Attack                                |
| 5  | Hallelujah \| ハレルヤ                                                                                   | 2006          | #8                                       | 8               | 27,814   | #314                           | All                                   |
| 6  | Shalala Kibou no Uta \| Shalala キボウの歌                                                               | 2006          | #20                                      | 5               | 13,484   | #589                           | All                                   |
| 7  | Hurricane Riri, Boston Mari \| ハリケーン・リリ，ボストン・マリ                                          | 2006          | #10                                      | 6               | 19,832   | #432                           | All                                   |
| 8  | Soul Edge Boy/Kimono Jet Girl \| ソウルエッジボーイ/キモノジェットガール                                 | 2006          | #12                                      | 7               | 22,706   | #369                           | All                                   |
| 9  | Let it beat!                                                                                             | 2006          | #7                                       | 5               | 21,302   | #391                           | All                                   |
| 10 | Q | 2006          | #10                                      | 4               | 14,809   | #539                           | All                                   |
| 11 | Chewing Gum \| チューインガム                                                                            | 2006          | #7                                       | 4               | 14,571   | #551                           | All                                   |
| 12 | Black & White                                                                                            | 2006          | #15                                      | 7               | 24,883   | #470                           | All                                   |
| 13 | Get Chu!/She no Jijitsu \| Getチュー!/SHEの事実                                                          | 2007          | #5                                       | 9               | 41,294   |                                | Around                                |
| 14 | Kuchibiru Kara Romantica/That's Right \| 唇からロマンチカ/That's Right                                   | 2007          | #6                                       | 7               | 32,271   |                                | Around                                |
| 15 | Natsu Mono \| 夏もの                                                                                     | 2007          | #5                                       | 6               | 32,722   |                                | Around                                |
| 16 | Red Soul                                                                                                 | 2007          | #15                                      | 3               | 9,267    |                                | Around                                |
| 17 | Mirage                                                                                                   | 2008          | #1                                       | 5               | 32,695   |                                |                                       |
| 18 | Beyond~Karada no Kanata \| Beyond〜カラダノカナタ                                                        | 2008          | #6                                       | 4               | 20,536   |                                | depArture                             |
| 19 | Music!!!/ZERØ                                                                                            | 2008          | #9                                       | 8               | 31,978   |                                | depArture                             |
| 20 | Tabidachi no Uta \| 旅ダチノウタ                                                                         | 2009          | #4                                       | 3               | 24,777   |                                | depArture                             |
| 21 | Break Down/Break Your Name/Summer Revolution                                                             | 2009          | #3                                       | 5               | 49,133   | #126                           | Heartful                              |
| 22 | Hide-Away                                                                                                | 2009          | #2                                       | 7               | 52,575   | #115                           | Heartful                              |
| 23 | Heart and Soul (AAA song) \| Heart and Soul                                                              | 2010          | #3                                       | 4               | 35,736   | #175                           | Heartful                              |
| 24 | Aitai Riyū/Dream After Dream ~Yume Kara Sameta Yume~ (逢いたい理由/Dream After Dream 〜夢から醒めた夢〜) | 2010          | #1                                       | 9               | 60,833   | #116                           | Buzz Communication                    |
| 25 | Makenai Kokoro \| 負けない心                                                                             | 2010          | #3                                       | 8               | 57,707   | #119                           | Buzz Communication                    |
| 26 | Paradise/Endless Fighters                                                                                | 2010          | #5                                       | 10              | 55,870   | #125                           | Buzz Communication                    |
| 27 | Daiji na Koto \| ダイジナコト                                                                            | 2011          | #5                                       | 7               | 32,914   |                                | Buzz Communication                    |
| 28 | No cry No more                                                                                           | 2011          | #3                                       | 6               | 57,527   | #130                           |                                       |
| 29 | Call/I4U                                                                                                 | 2011          | #5                                       | 9               | 45,753   | #170                           |                                       |
| 30 | Charge & Go!/Lights                                                                                      | 2011          | #5                                       | 9               | 57,080   | #141                           | 777: Triple Seven\|777 ~Triple Seven~ |
| 31 | Sailing                                                                                                  | 2012          | #4                                       | 6               | 48,647   | #156                           | 777: Triple Seven\|777 ~Triple Seven~ |
| 32 | Still Love You                                                                                           | 2012          | #3                                       | 9               | 58,801   | #133                           | 777: Triple Seven\|777 ~Triple Seven~ |
| 33 | 777 ~We can sing a song!~                                                                                | 2012          | #4                                       | 6               | 44,003   | #175                           | 777: Triple Seven\|777 ~Triple Seven~ |
| 34 | Niji \| 虹                                                                                               | 2012          | #3                                       | 6               | 46,466   | #161                           | Eighth Wonder                         |
| 35 | Miss You/Hohoemi No Saku Basho \| Miss you/ほほえみの咲く場所                                            | 2013          | #3                                       | 5               | 46,146   | #152                           | Eighth Wonder                         |
| 36 | Party It Up                                                                                              | 2013          | #7                                       | 6               | 39,175   | #177                           | Eighth Wonder                         |
| 37 | Love Is In The Air                                                                                       | 2013          | #3                                       | 6               | 52,206   | #134                           | Eighth Wonder                         |
| 38 | Koi Oto to Amazora \| 恋音と雨空                                                                         | 2013          | #3                                       | 13              | 46,180   | #156                           | Eighth Wonder                         |
| 39 | Love | 2014          | #4                                       | 5               | 32,512   | #226                           | Gold Symphony                         |
| 40 | Show Time (Dành riêng cho "AAA Party" fanclub)                                                           | 2014          | –                                        | –               | –        |                                |                                       |
| 41 | Wake up!                                                                                                 | 2014          | #3                                       | 14              | 56,164   | #109                           | Gold Symphony                         |
| 42 | Sayonara no Mae ni \| さよならの前に                                                                     | 2014          | #5                                       | 5               | 32,557   | #231                           | Gold Symphony                         |
| 43 | I'll be there                                                                                            | 2015          | #4                                       | 13              | 57,007   |                                | AAA 10th Anniversary Best             |
| 44 | Lil' Infinity                                                                                            | 2015          | #3                                       | 9               | 56,497   |                                | AAA 10th Anniversary Best             |
| 45 | Boku no Yuuutsu to Fukigen na Kanojo \| ぼくの憂鬱と不機嫌な彼女                                         | 2015          | #4                                       | 5               | 50,151   |                                | AAA 10th Anniversary Best             |
| 46 | Game Over?                                                                                               | 2015          | #5                                       | 1               | 41,723   |                                | AAA 10th Anniversary Best             |
| 47 | Ashita no Hikari \| アシタノヒカリ                                                                       | 2015          | #4                                       | 2               | 45,631   |                                | AAA 10th Anniversary Best             |
| 48 | Flavor of kiss                                                                                           | 2015          | #2                                       | TBA             | 47,000   |                                | AAA 10th Anniversary Best             |
| 49 | LOVER | 2015          | #4                                       | TBA             | 47,000   |                                | AAA 10th Anniversary Best             |
| 50 | Aishiteru No Ni, Aisenai \| 「愛してるのに、愛せない」                                                   | 2015          | #4                                       |                 | 33,529   |                                | AAA 10th Anniversary Best             |
| 51 | NEW | 2016          | #3                                       |                 | 35,919   |                                |                                       |
| 52 | Namida no nai Sekai \| 涙のない世界                                                                      | 2016          |                                          |                 |          |                                |                                       |

### Đĩa đơn phát hành dưới tên khác
| # | Tên album                                                    | Nghệ danh                       | Ngày phát hành | Vị trí cao nhất trên BXH tuần của Oricon | Số tuần lọt BXH | Doanh số |
| 1 | Climax Jump                                                  | AAA DEN-O Form                  | 2007-03-21     | #5                                       | 45              | 109,622  |
| 2 | Izayuke Wakataka Gundan 2007 (いざゆけ若鷹軍団2007)          | Fukuoka SoftBank Hawks with AAA | 2007-03-21     | #33                                      | 4               | 6,570    |
| 3 | Ījan! Ījan! Sugējan?! (いーじゃん! いーじゃん! スゲーじゃん) | AAA DEN-O Form                  | 2008-10-01     | #7                                       |                 |          |

### Đĩa đơn nhạc số
| # | Tên                                                                       | Ngày phát hành |
| 1 | "Otoko Dake Da to,...Kō Narimashita!" (男だけだと、・・・こうなりました!) | 2007-11-28     |
| 2 | "Thank you"                                                               | 2011-03-16     |
| 3 | "Charge & Go\|"                                                           | 2011-07-27     |
| 4 | "Lights ~Winter Version~"                                                 | 2011-12-14     |
| 5 | "Wake up\| (One Piece Version)"                                           | 2014-01-19     |
| 6 | "Hands"                                                                   | 2014-04-16     |
| 7 | "Kaze ni Kaoru Natsu no Kioku"\|風に薫る夏の記憶                          | 2014-06-04     |

### DVD lưu diễn
| #  | Tên                                                             | Ngày phát hành | Vị trí cao nhất trên BXH tuần của Oricon | Số tuần lọt BXH |
| 1  | "1st Attack at Shibuya-Ax"                                      | 2006-03-23     | #36                                      | 4               |
| 2  | "2nd Attack at Zepp Tokyo on 29th of June 2006"                 | 2006-09-13     | #10                                      | 4               |
| 3  | "1st Anniversary Live - 3rd Attack 060913- at Nippon Budokan"   | 2007-01-01     | #32                                      | 4               |
| 4  | "4th Attack at Shibuya-Ax on 4th of April"                      | 2007-07-18     | #12                                      | 7               |
| 5  | "2nd Anniversary Live -5th Attack 070922- Nippon Budokan"       | 2008-01-09     | #4                                       | 6               |
| 6  | "AAA Tour 2008 -Attack All Around- at NHK Hall on 4th of April" | 2008-08-27     | #6                                       | 5               |
| 7  | "3rd Anniversary Live 080922-080923 Nippon Budokan"             | 2009-01-14     | #3                                       | 6               |
| 8  | "AAA Tour 2009−A depArture pArty−"                              | 2009-08-12     | #4                                       | 5               |
| 9  | "AAA 4th Anniversary Live 090922 at Yokohama Arena"             | 2010-03-03     | #2                                       | 8               |
| 10 | "AAA Heart to ♥ Tour 2010"                                      | 2010-09-29     | #7                                       | 11              |
| 11 | "AAA 5th Anniversary LIVE 20100912 at Yokohama Arena"           | 2011-03-16     | #1                                       | 11              |
| 12 | "AAA Buzz Communication Tour 2011 Deluxe Edition"               | 2011-11-16     | #4                                       | 10              |
| 13 | "AAA 6th Anniversary Tour 2011.9.28 at Zepp Tokyo"              | 2012-02-22     | #4                                       | 12              |
| –  | "AAA Best Live Selection" (Seven & I Store Exclusive)           | 2012-07-13     | –                                        | –               |
| 14 | "AAA Tour 2012 -777- Triple Seven"                              | 2013-02-13     | #1                                       | 13              |
| 15 | "AAA Tour 2013 Eighth Wonder"                                   | 2014-01-22     | #1                                       | 51              |
| 16 | "AAA Arena Tour 2014 -Gold Symphony-"                           | 2015-02-25     | #1                                       | 8               |
| 17 | "AAA 10th Anniversary SPECIAL 野外LIVE in 富士急ハイランド"     |                |                                          |                 |
| 18 | "AAA Arena Tour 2016 -LEAP OVER-"                               |                |                                          |                 |

### DVD khác
| Tên                                                                             | Ngày phát hành |
| Channel @ x AAA                                                                 | 2007-03-21     |
| Theater of AAA ~Bokura no Te~                                                   | 2007-06-20     |
| Super Battle Live Delicious Gakuin Bangaihen ~Delicious 5 Shijō Saidai no Teki~ | 2008-03-12     |
| PPP: Premium Performance Party                                                  | 2008-03-15     |
| AAA meets Mirai Seiki Shakespeare                                               | 2009-01-23     |
| Mirai Seiki Shakespeare Vol. 1 "The Merchant of Venice"                         | 2009-02-27     |
| Mirai Seiki Shakespeare Vol. 2 "Romeo and Juliet"                               | 2009-02-27     |
| Channel @ x AAA -Second-                                                        | 2009-03-04     |
| Mirai Seiki Shakespeare Vol. 3 "Othello"                                        | 2009-03-27     |
| Mirai Seiki Shakespeare Vol. 4 "A Midsummer Night's Dream"                      | 2009-03-27     |
| Mirai Seiki Shakespeare Vol. 5 "King Lear"                                      | 2009-04-24     |
| Mirai Seiki Shakespeare Vol. 6 "The Tempest"                                    | 2009-04-27     |
| Nihikime no Dojo -Volume 1-                                                     | 2010-06-23     |
| Nihikime no Dojo -Volume 2-                                                     | 2010-07-14     |
| Nihikime no Dojo -Volume 3-                                                     | 2010-08-04     |
| AAA Party Aki no Daiundoukai Tour in Shizuoka 2010.9.25〜9.26                   | 2011-01-12     |

### Sách ảnh của nhóm
| Tên                                               | Ngày phát hành |
| AAA Artistbook / The First Attack                 | 2005-09-01     |
| AAA 5th anniversary Live Original Photo Book      | 2010-10-08     |
| AAA Buzz Communication Original Photo Book        | 2011-07-15     |
| AAA Buzz Communication Documentary Extra Book     | 2011-11-25     |
| AAA Tour 2012 -777- Triple Seven Documentary Book | 2012-09-07     |
| AAA 7th Anniversary Book ABC~AAA Book Chronicle~  | 2012-12-14     |
| AAA 2013 Tour Book Eighth Wonder                  | 2014-02-27     |
| AAA 2013 Tour Eighth Wonder Premium Box           | 2014-03-27     |
| AAA –ATTACK ALL AROUND- 10th ANNIVERSARY BOOK     | 2015-01-07     |

### Sách ảnh solo
| Tên                                                  | Ngày phát hành |
| Takahiro Nishijima First Photobook: Nissy            | 2008-06-27     |
| Misako Uno Photobook: UNO                            | 2010-02-26     |
| Takahiro Nishijima & Shinjiro Atae Photobook: N/S    | 2010-08-27     |
| Takahiro Nishijima Second Photobook: 24              | 2010-09-24     |
| Shinjiro Atae First Photobook: Shinking              | 2010-12-15     |
| Gekkan Men Shinjiro                                  | 2011-06-24     |
| Chiaki Ito Photobook: chercher                       | 2011-12-15     |
| Uno Misako Photobook: UNO-BON                        | 2012-06-01     |
| Chiaki Ito Style Book: Chiaki Type A to Z            | 2012-11-19     |
| Atae Shinjiro Third Photobook: Atae Best             | 2013-03-29     |
| Atae Shinjiro Travel & Style Book: Shinjiro's Photos | 2014-04-04     |
| Chiaki Ito Photobook: Destruction                    | 2014-04-25     |
| Uno Misako Photobook: You Know -UNONU-               | 2014-05-16     |
| Sueyoshi Shuta Photobook: S                          | 2015-03-16     |
| Chiaki Ito Style Book: Made in C                     | 2015-04-17     |

## Thành tựu

### Giải thưởng
- 2005 Best Hit Kayousai - Giải thưởng nghệ sĩ mới cho "Blood on Fire"
- Japan Cable Awards (Nihon Yusen Taisho) lần thứ 38 - Yusen Music Award cho "Blood on Fire"
- Japan Record Awards lần thứ 47 - Nghệ sĩ mới xuất sắc nhất cho "Blood on Fire"
- 2006 Best Hit Kayousai - Giải thưởng nghệ sĩ vàng cho "Hurricane Riri, Boston Mari"
- 2009 Best Hit Kayousai - Giải thưởng nghệ sĩ vàng cho "Break Down"
- 2010 Japan Record Awards lần thứ 52 - Giải thưởng sự nghiệp ấn tượng cho "Aitai Riyu"
- 2011 Japan Record Awards lần thứ 53 - Giải thưởng sự nghiệp ấn tượng cho "Call"
- 2012 Japan Record Awards lần thứ 54 - Giải thưởng sự nghiệp ấn tượng cho "777 〜We can sing a song!〜"
- 2013 Japan Record Awards lần thứ 55 - Giải thưởng sự nghiệp ấn tượng cho "Koi Oto to Amazora"
- 2014 Japan Record Awards lần thứ 56 - Giải thưởng sự nghiệp ấn tượng cho "Sayonara No Mae Ni"
- 2015 Japan Record Awards lần thứ 57 - Giải thưởng sự nghiệp ấn tượng cho "「愛してるのに、愛せない」"

### Chứng nhận vàng của RIAJ
- Đĩa đơn

Climax Jump (hay AAA DEN-O Form)
- Album

#AAABEST
GOLD SYMPHONY
AAA 10th Anniversary Best

## Truyền thông đại chúng

### Truyền hình thực tế
- Channel A (TVK, 2005-2006) - Tất cả thành viên
- Channel A (TVK, 2008-2009) - Tất cả thành viên
- Nihikime no Dōjō (NTV, 2010) - Tất cả thành viên
- AAA no Kizuna Gasshuku (TV Asahi và YouTube, 2012-2013) - Tất cả thành viên
- AAA no Kizuna Gasshuku 2 (TV Asahi và YouTube, 2013) - Tất cả thành viên
- AAA no Kizuna Gasshuku 3 (TV Asahi và YouTube, 2013–2014) - Tất cả thành viên
- AAA no Onore Migaki (NTT Docomo Sugotoku Contents, 2014) - Tất cả thành viên

### Phim truyền hình
• Karera no Umi VIII Sentimental Journey (Fuji TV, 2006) - Sueyoshi, Ito, Atae, Uno
• Psychic Detective Yakumo (TV Tokyo, 2006) - Atae
• Delicious Gakuin (TV Tokyo, 2007) - Nishijima, Atae
• Honey and Clover (CTS, 2008) - Ito
• Hitomi (NHK, 2008) - Uno
• Otome (TV Asahi, 2008) - Uno, Sueyoshi, Ito
• Mirai Seiki Shakespeare (KTV, 2008-2009) - Tất cả thành viên
• Tokumei Kakarichō Tadano Hitoshi (TV Asahi, 2009) - Uno
• Ghost Friends (NHK, 2009) - Nishijima
• Love Game (NTV, 2009) - Atae
• Teioh (TBS, 2009) - Atae
• Massugu na Otoko (Fuji TV, 2010) - Uno
• Tumbling (TBS, 2010) - Nishijima
• Gakeppuchi no Erii ~Kono Yo de Ichiban Daiji na "Kane" no Hanashi~ (TV Asahi, 2010) - Nishijima
• Diplomat Kosaku Kuroda (Fuji TV, 2011) - Nishijima
• Dare Yori mo Kimi wo Aisu! (Fuji TV, 2011) - Nishijima
• Shōnan☆Natsu Koi Monogatari (BeeTV, 2011) - Nishijima
• Blizzard (BeeTV, 2011) - Atae
• Taira no Kiyomori (NHK, 2012) - Nishijima
• Umechan Sensei (NHK, 2012) - Uno
• Another Face ~Criminal Affairs Division, Ōtomo Tetsu~ (TV Asahi, 2012) - Tất cả thành viên (Cameo)
• GTO 2012 - New Year Special (Fuji TV, 2013) - Uno
• Tokyo Toy Box (TV Tokyo, 2013) - Uno
• Taiyō no Wana (NHK, 2013) - Nishijima
• Dai Tokyo Toy Box (TV Tokyo, 2014) - Uno

### Anime
- One Piece: Tập phim về Nami ~Nước Mắt Hoa Tiêu Và Liên Kết Giữa Những Người Bạn~ (Fuji TV, 2012) - Nishijima

### Phim điện ảnh
- Akihabara@Deep (2006) - Tất cả thành viên
- The Grudge 2 (2007) - Uno
- Heat Island (2007) - Urata, Ito
- Love Exposure (2009) - Nishijima
- Shugo Tenshi (2009) - Atae
- Sayonara Itsuka (2010) - Nishijima, Hidaka
- Ramune (2010) - Atae
- Soup Opera (2010) - Nishijima
- Rendezvous! (2010) - Uno
- Kyoufu Shimbun (2011) - Atae
- Switch wo Osu Toki (2011) - Atae
- Himizu (2012) - Nishijima
- Signal ~Getsuyōbi no Luka~ (2012) - Nishijima

### Trình diễn sân khấu
- Theater of AAA ~Bokura no Te~ (2006) - Tất cả thành viên
- Super Battle Live Delicious Gakuin Bangaihen ~Delicious 5 Shijō Saidai no Teki~ (2007) - Tất cả thành viên
- Love Letters (2007) - Nishijima, Uno
- Kenshūi Damashī (2007) - Atae
- Harold and Maude (2008) - Nishijima
- Kokoro no Kakera (2008) - Nishijima
- Linda Linda Rubber Sole (2008) - Nishijima
- Engeki Battle Royale!! Ganmage (2008) - Atae
- Glory Days (2009) - Nishijima
- Love Musical (2009) - Sueyoshi
- Samurai 7 (2010) - Nishijima
- Genji Monogatari x Ōguro Maki Songs ~Boku wa Jyūnihitoe ni Koi wo Suru~ (2010) - Uno
- Legend of the Galactic Heroes (2011) - Uno
- Shitaya Mannenchō Monogatari (2012) - Nishijima
- Satomi Hakkenden (2012) - Nishijima
- Shida no Mure (2013) - Sueyoshi

### Radio
- AAA no A~Ohanashi (NBS, 2005-2007) - Tất cả thành viên
- Ikinari! Mokuyoubi: AAA no Radio'n Fire (TBC, 2006-2008) - Tất cả thành viên
- Radio Sessions: AAA Talking Attack (JFN, 2007-2009) - Tất cả thành viên
- AAA Urata Naoya no Ike! Urata Naoya (TBC, 2008–nay) - Urata
- Tre-sen Variety: Act A Fool! (FM Yokohama, 2010–nay) - Hidaka
- AAA Uno Misako no Radio Unoccoli (FM Niigata, 2011–2014) - Uno

### Thương mại
| Nhãn hiệu            | Sản phẩm               | Năm       | Thành viên xuất hiện      | Ca khúc quảng cáo                    |
| Disney Channel Japan | High School Musical    | 2007      | Tất cả                    | Minna Star!                          |
| House Foods          | Fruiche                | 2007      | Tất cả                    | Get Chu!                             |
| House Foods          | Fruiche                | 2007      | Tất cả                    | She no Jijitsu                       |
| Promise              | Promise Group          | 2009      | Tất cả                    | Summer Revolution                    |
| Ito-Yokado           | Body Heater            | 2010      | Nishijima                 | Paradise                             |
| Ito-Yokado           | Overall household      | 2011      | Tất cả                    | Daiji na Koto                        |
| Ito-Yokado           | Body Cooler/White Biz  | 2011      | Thành viên nam            | No cry No more                       |
| Ito-Yokado           | Cool Magic             | 2011      | Thành viên nữ             | No cry No more                       |
| Ito-Yokado           | Body Heater            | 2011      | Thành viên nam            | Call                                 |
| Ito-Yokado           | Body Heater            | 2011      | Thành viên nữ             | Call                                 |
| Ito-Yokado           | Good day               | 2011      | Tất cả                    | Call                                 |
| Ito-Yokado           | Kent                   | 2011      | Nishijima                 | Charge & Go! / Lights                |
| Ito-Yokado           | 7day@Home              | 2012      | Tất cả                    | Sailing                              |
| Ito-Yokado           | Kent                   | 2012      | Nishijima                 | Wishes                               |
| Ito-Yokado           | Body Cooler/White Biz  | 2012      | Thành viên nam            | Still Love You                       |
| Ito-Yokado           | Cool Magic             | 2012      | Thành viên nữ             | 777 ~We can sing a song!~            |
| Ito-Yokado           | Koi☆Yukata             | 2012      | Tất cả                    | 777 ~We can sing a song!~            |
| Ito-Yokado           | Warm Style             | 2012      | Thành viên nữ             | –                                    |
| Ito-Yokado           | Ito-Yokado Web         | 2012      | Hidaka                    | –                                    |
| Ito-Yokado           | Good day               | 2012      | Tất cả                    | Good day                             |
| Ito-Yokado           | Kent                   | 2012/2013 | Nishijima                 | Hohoemi no Saku Basho                |
| Ito-Yokado           | Body Cooler/White Biz  | 2013      | Thành viên nam            | Party It Up                          |
| Ito-Yokado           | Cool Style             | 2013      | Thành viên nữ             | Love Is In The Air                   |
| Ito-Yokado           | Koi☆Yukata             | 2013      | Tất cả                    | Love Is In The Air                   |
| Ito-Yokado           | Warm Style             | 2013      | Thành viên nữ             | Koi Oto to Amazora                   |
| Ito-Yokado           | Good day               | 2013      | Uno, Urata, Atae, Ito     | Good day                             |
| Ito-Yokado           | Kent                   | 2013      | Nishijima                 | Koi Oto to Amazora                   |
| Ito-Yokado           | Ito-Yokado Web         | 2013      | Hidaka                    | –                                    |
| Ito-Yokado           | Warm Style             | 2013      | Thành viên nữ             | Koi Oto to Amazora                   |
| Ito-Yokado           | Kent                   | 2013/2014 | Nishijima                 | Koi Oto to Amazora                   |
| Ito-Yokado           | Cool Style             | 2014      | Nishijima, Uno, Atae, Ito | Kaze ni Kaoru Natsu no Kioku         |
| Ito-Yokado           | Koi☆Yukata             | 2014      | Tất cả                    | Kaze ni Kaoru Natsu no Kioku         |
| Ito-Yokado           | Warm Style             | 2014      | Nishijima, Uno, Atae, Ito | Sayonara no Mae ni                   |
| Ito-Yokado           | Kent                   | 2014      | Nishijima                 | Sayonara no Mae ni                   |
| Ito-Yokado           | Kent                   | 2015      | Nishijima                 | Boku no Yuuutsu to Fukigen na Kanojo |
| Ito-Yokado           | Drinks Summer campaign | 2015      | Tất cả thành viên         | LOVER                                |
| Sega                 | Puyo Puyo!! Quest      | 2015      | Tất cả                    | Game Over?                           |